# Ancienne mairie de Tornio
La  Mairie de Tornio (finnois : Tornion Raatihuone) est un bâtiment situé à Tornio en Finlande.

## Description
L'édifice a deux étages et il est coiffé d’une tour.
Le bâtiment a accueilli des bureaux et un tribunal